# Christophe Crénel
Christophe Crénel est un journaliste, animateur de radio et de télévision, photographe et musicien français né le 2 septembre 1964.
Il a été journaliste sur France Info. Il a également travaillé comme animateur sur OÜI FM, France Inter et Mouv' ainsi que comme chroniqueur de France Musique. Il a également été une des figures pendant une dizaine d'années de la chaîne de télévision M6 où il a présenté les émissions musicales Culture Rock, Fanzine et Plus vite que la musique entre 1994 et 1999.
En tant que musicien (chanteur guitariste), il a sorti un album Tous Superman avec le groupe Amok, un EP Every little moment avec le projet electro Popelek, ainsi qu'un disque Universale douleur avec le projet de rock électronique Juge Fulton avec Arnaud Cessinas des Sales Majestés.
En tant que photographe, il a réalisé deux expositions photos sur ses séjours à New York Macadam Cow Boy et il a publié en 2021 Big Bang, Musiciens du nouveau monde, un livre sur la nouvelle scène musicale française (Les éditions Braquage) accompagné par une exposition au Café de la danse à Paris.

## Biographie

### Débuts
Formé au journalisme, à l'animation et à la technique radio au Studio Ecole de France à Issy-les-Moulineaux, Christophe Crénel fait ses premières armes comme journaliste à la rédaction de RMC Proche Orient en 1985 dans une période riche en secousses (guerre civile au Liban, crise des otages français et Guerre Iran-Irak).[réf. souhaitée]
En 1988, il part pour Radio France où il devient l'un des plus jeunes présentateurs de France Info. Il travaille six ans sur la radio d’information en continu en imposant au passage sa passion pour la musique à travers une chronique hebdomadaire baptisée Toute la musique.[réf. souhaitée]

### Télévision
En 1993, Christophe Crénel fait ses premiers pas à la télévision sur M6. C’est comme journaliste et animateur qu'il goûte aux joies du petit écran dans la matinale de « la petite chaîne qui monte qui monte !».
Il se voit ensuite confier la présentation et la rédaction en chef de l'émission Fanzine, puis de Plus Vite Que La Musique, deux magazines musicaux où son ton décalé et didactique sont rapidement identifiables. Plus Vite Que La Musique lui vaut d'être désigné « Homme télé de l'année » par L'année du disque en 1999. Il est ensuite un des piliers du lancement de la chaîne M6 Music et la quotidienne qu'il coprésente (Flash) obtient l'Ithème du meilleur magazine musical à deux reprises (1999 et 2001). Il a également présenté [Quand ?] l’émission Culture Rock.
Il est la voix off des bandes annonces de la chaîne du Groupe M6, W9 depuis 2005.
Il co-écrit, avec le réalisateur, Marc-Aurèle Vecchione, le documentaire Cheveux en Bataille diffusé sur Arte au printemps 2015.

### Radio
Entre septembre 1988 et septembre 1994, Christophe Crénel est journaliste à France Info où il est chef d'édition, rédacteur en chef ainsi que présentateur des journaux, à des horaires variables.[réf. souhaitée]
En 2002, il rejoint la radio OÜI FM où il anime diverses émissions, dont Aoow tous les matins durant deux années. Il y présente également pendant plus de six ans une émission quotidienne baptisée Spoutnik,, un magazine musical sur les nouvelles tendances du rock où il accueille Air, The Ting Tings, Phoenix, Franz Ferdinand, Justice, Bloc Party, Sébastien Tellier et beaucoup d’autres.[réf. souhaitée]
Début 2009, au moment du rachat de la station par Arthur, il part pour Le Mouv' où il devient « l’électron libre du week-end ». Il y présente plusieurs rendez vous sur l'actualité musicale (Crénel United, Rodéo, le 16/20 du Week end). Au cours de l'été 2013, il anime également le Grand Live d'Inter en remplacement du Pont des Artistes. À partir de la rentrée 2014, il est aussi chroniqueur sur France Musique dans la matinale de Vincent Josse.
Entre février et fin juin 2015, il anime l'émission La Sélection électro 2.0 de Mouv' le lundi de 23 h à minuit. Puis il anime entre en septembre 2015 et fin décembre 2015 La Sélection électro Hip-Hop le dimanche soir. À partir de janvier 2016, il ne fait plus partie de la grille des programmes de Mouv'.

### Autres activités
En 2005, il publie chez Librio un livre sur The Police et Sting.
Passionné de rock et embarqué depuis l’adolescence dans de nombreux groupes, il a publie un album, Tous Superman, avec son groupe Amok, publié en octobre 2006. Il sort également en 2002 un EP electropop sous le nom de Popelek, avec son complice Matteox. Le single Every little moment sort chez WEA et Boogie Kat ; une autre chanson se trouve sur la B.O de Nos retrouvailles de David Oelhoffen, avec Jacques Gamblin, présenté lors de la semaine de la critique au Festival de Cannes en 2007. Il est également aux manettes, avec Arnaud Cessinas des Sales Majestés, de l’album Universale Douleur du groupe Juge Fulton, paru fin 2007 chez Musicast. Il réalise par ailleurs le DVD live Week-end Sauvage des Sales Majestés, sorti en novembre 2008.
Depuis quelques années, c'est aussi comme photographe que Christophe Crénel fait parler de lui, avec de nombreuses photos publiées sur l'univers musical qu'il côtoie et deux expositions sur New York dans le contexte des élections présidentielles américaines de 2008 et 2012 (Macadam Cowboy),.

## Publications
- Christophe Crénel (préf. Antoine de Caunes), The Police et Sting, Paris, Éditions 84, coll. « Librio », 2005, 92 p. (ISBN 2-290-34448-6 et 978-2290344484)
- Souâd Belhaddad, Marc Besse, Christophe Crénel, Stan Cuesta et Francis Dordor, Rock altermondialiste : Manu Chao et la Mano negra, Bob Marley, Noir désir, The Police et Sting, U2, Paris, Scali, 2007, 515 p. (ISBN 978-2-35012-098-0)